# Apostolska nunciatura v Papuanski Novi Gvineji
Apostolska nunciatura v Papuanski Novi Gvineji je diplomatsko prestavništvo (veleposlaništvo) Svetega sedeža v Papuanski Novi Gvineji, ki ima sedež v Port Moresbyju.
Trenutni apostolski nuncij je Kurian Mathew Vayalunkal.

## Seznam apostolskih nuncijev
- Gino Paro (5. maj 1969 - 1977)
- Andrea Cordero Lanza di Montezemolo (5. april 1977 - 25. oktober 1980)
- Francesco De Nittis (7. marec 1981 - 24. januar 1985)
- Antonio Maria Vegliò (27. julij 1985 - 21. oktober 1989)
- Giovanni Ceirano (21. december 1989 - 20. avgust 1992)
- Ramiro Moliner Inglés (2. januar 1993 - 10. maj 1997)
- Hans Schwemmer (9. julij 1997 - 1. oktober 2001)
- Adolfo Tito Yllana (13. december 2001 - 31. marec 2006)
- Francisco Montecillo Padilla (1. april 2006 - 10. november 2011)
- Santo Rocco Gangemi (24. marec 2012 - 16. april 2013)
- Michael Wallace Banach (16. april 2013 - 19. marec 2016)
- Kurian Mathew Vayalunkal (3. maj 2016 - danes)